# 雅各布·费莱坎
雅各布·费莱坎（羅馬尼亞語：Iacob Felecan，1914年1月1日—1964年），罗马尼亚男子足球运动员，司职后卫。他曾代表罗马尼亚国家队参加1938年国际足联世界杯，结果队伍止步十六强。